# Rainbow City (Alabama)
 Rainbow City és una població dels Estats Units a l'estat d'Alabama. Segons el cens del 2000 tenia 8.428 habitants.

## Demografia
Segons el cens del 2000, Rainbow City tenia 8.428 habitants, 3.586 habitatges, i 2.517 famílies La densitat de població era de 129,5 habitants/km².
Dels 3.586 habitatges en un 30,6% hi vivien nens de menys de 18 anys, en un 56,9% hi vivien parelles casades, en un 11% dones solteres, i en un 29,8% no eren unitats familiars. En el 27% dels habitatges hi vivien persones soles el 10,6% de les quals corresponia a persones de 65 anys o més que vivien soles. El nombre mitjà de persones vivint en cada habitatge era de 2,35 i el nombre mitjà de persones que vivien en cada família era de 2,84.
Per edats la població es repartia de la següent manera: un 23% tenia menys de 18 anys, un 8% entre 18 i 24, un 28,8% entre 25 i 44, un 25,7% de 45 a 60 i un 14,6% 65 anys o més.
L'edat mediana era de 39 anys. Per cada 100 dones hi havia 89,9 homes. Per cada 100 dones de 18 o més anys hi havia 87,2 homes.
La renda mediana per habitatge era de 40.216 $ i la renda mediana per família de 50.844 $. Els homes tenien una renda mediana de 38.278 $ mentre que les dones 26.483 $. La renda per capita de la població era de 20.860 $. Aproximadament el 6,9% de les famílies i el 8,4% de la població estaven per davall del llindar de pobresa.

## Poblacions més properes
El següent diagrama mostra les poblacions més properes.